# کریستین لیدن
کریستین لیدن (انگلیسی: Christian Leden; ۱۷ ژوئیهٔ ۱۸۸۲ – ۱۹ نوامبر ۱۹۵۷ (۷۵ ساله)) انسان‌شناس، آهنگساز، و گردشگر اهل نروژ بود.